# Il fantastico introvabile live. Bootleg
Il fantastico introvabile live. Bootleg è il primo album dal vivo del gruppo musicale italiano Tre Allegri Ragazzi Morti, pubblicato nel 2013 da La Tempesta Dischi.

## Descrizione
Distribuito esclusivamente come allegato alla rivista la Repubblica XL, contiene quattordici brani registrati durante lo svolgimento del tour legato al settimo album in studio Nel giardino dei fantasmi, uscito l'anno prima.

## Tracce
Il disco contiene quattordici tracce:
1. Quasi adatti
2. Il principe in bicicletta
3. La via di casa
4. Puoi dirlo a tutti
5. La faccia della luna
6. La mia vita senza te
7. Codalunga
8. Di che cosa parla veramente una canzone?
9. Il mondo prima
10. Voglio
11. La ballata delle ossa
12. Mio fratellino ha scoperto il rock'n'roll
13. Occhi bassi
14. Questo è il ritorno di Gianni Boy